# Melissa Courtney-Bryant
Melissa Courtney-Bryant, z domu Courtney (ur. 30 sierpnia 1993 w Poole) – brytyjska lekkoatletka specjalizująca się w biegach średniodystansowych.
Srebrna (2025) oraz brązowa (2019, 2023) medalistka halowych mistrzostw Europy na dystansie 3000 metrów.

## Osiągnięcia
| Rok  | Impreza                                   | Miejsce    | Konkurencja       | Pozycja     | Wynik    | Reprezentacja |
| ---- | ----------------------------------------- | ---------- | ----------------- | ----------- | -------- | ------------- |
| 2015 | Młodzieżowe mistrzostwa Europy            | Tallinn    | bieg na 1500 m    | 10. miejsce | 4:17,49  | GBR           |
| 2016 | Mistrzostwa Europy                        | Amsterdam  | bieg na 1500 m    | eliminacje  | 4:18,74  | GBR           |
| 2017 | Uniwersjada                               | Tajpej     | bieg na 1500 m    | 5. miejsce  | 4:21,14  | GBR           |
| 2017 | Mistrzostwa Europy w biegach przełajowych | Šamorín    | sztafeta mieszana | 1. miejsce  | 18:24    | GBR           |
| 2018 | Igrzyska Wspólnoty Narodów                | Gold Coast | bieg na 1500 m    | 3. miejsce  | 4:03,44  | WAL           |
| 2018 | Igrzyska Wspólnoty Narodów                | Gold Coast | bieg na 5000 m    | 9. miejsce  | 15:46,60 | WAL           |
| 2018 | Mistrzostwa Europy                        | Berlin     | bieg na 5000 m    | 5. miejsce  | 15:04,75 | GBR           |
| 2018 | Mistrzostwa Europy w biegach przełajowych | Tilburg    | bieg seniorek     | 8. miejsce  | 26:59    | GBR           |
| 2018 | Mistrzostwa Europy w biegach przełajowych | Tilburg    | drużyna seniorek  | 2. miejsce  |          | GBR           |
| 2019 | Halowe mistrzostwa Europy                 | Glasgow    | bieg na 3000 m    | 3. miejsce  | 8:38,22  | GBR           |
| 2019 | Mecz Europa – USA                         | Mińsk      | bieg na 1500 m    | 5. miejsce  | 4:06,78  | GBR           |
| 2022 | Mistrzostwa świata                        | Eugene     | bieg na 1500 m    | eliminacje  | 4:09,07  | GBR           |
| 2022 | Igrzyska Wspólnoty Narodów                | Birmingham | bieg na 1500 m    | 10. miejsce | 4:10,86  | WAL           |
| 2022 | Mistrzostwa Europy                        | Monachium  | bieg na 1500 m    | eliminacje  | 4:09,11  | GBR           |
| 2023 | Halowe mistrzostwa Europy                 | Stambuł    | bieg na 3000 m    | 3. miejsce  | 8:41,19  | GBR           |
| 2023 | Mistrzostwa świata                        | Budapeszt  | bieg na 1500 m    | 12. miejsce | 4:03,31  | GBR           |
| 2025 | Halowe mistrzostwa Europy                 | Apeldoorn  | bieg na 3000 m    | 2. miejsce  | 8:52,92  | GBR           |

## Rekordy życiowe
- 800 metrów – 2:04,03 (2017)
- 1500 metrów (stadion) – 3:58,01 (2023)
- 1500 metrów (hala) – 4:04,79 (2021)
- Bieg na milę – 4:16,38 (2023)
- 2000 metrów – 5:26,08 (2024) rekord Wielkiej Brytanii
- 3000 metrów (stadion) – 8:39,20 (2018)
- 3000 metrów (hala) – 8:28,69 (2025)
- 5000 metrów – 14:53,82 (2019)
- 10 kilometrów – 33:14 (2016)